# Jean-Pierre Martins
Jean-Pierre Martins (Paris, 29 de outubro de 1971) é um músico e ator luso-francês. Mais conhecido por interpretar o boxeador francês Marcel Cerdan em Piaf - Um Hino ao Amor (2007). Está no elenco do filme A gaiola dourada (2013) como "Carlos".
Participou na novela da TVI Santa Bárbara (2015) como Olivier Lencastre.
Participou como Eduardo Borges na novela da SIC Amor Maior (2016-2017)